# Кумулопунция
Кумулопунция (лат. Cumulopuntia) — род растений семейства Кактусовые (Cactaceae) произрастающий на территории стран Южной Америки (Аргентина, Боливия, Чили и Перу). Входит в подсемейство Опунциевые (Opuntioideae).

## Название
Родовое латинское название Cumulopuntia происходит от лат. cumulus — куча, кучный, кучевой и Opuntia — Опунция, в виду компактными насыпями, образованными растениями; «куча опунций».

## Описание
Представители рода низкорослые растения. Их корни могут быть как клубневидными так и мочковатыми. Сегменты стебля относительно прочные и имеют эллипсовидную, яйцевидную или шаровидную форму, длиной до 10 см. Ареолы с волосками и глохидиями, обычно с колючками, иногда концентрируются ближе к верхним частям сегментов.
Цветки желтые или красные, закрываются на ночь. Плоды эллипсовидные, от яйцевидных до шаровидных, толстостенные, мясистые, с семенами, лежащими в полости сухими. Семена имею форму от яйцевидных до грушевидных, от бежевых до коричневых, иногда морщинистые, длиной от 3 до 5,5 мм.

## Систематика
Кумулопунция — один из нескольких родов, отделившихся от рода Опунция (Opuntia), и близко связанный с другим южноамериканским родом Мауениопсис (Maihueniopsis). Род представляет собой детерминированный рост, эфемерные листья и не более 30 ареол на типично яйцевидный или шаровидный сегмент стебля. Он был описан Фридрихом Риттером в 1980 году.
На 2023 год включает в себя 14 видов. Плоды отличаются отсутствием мякоти внутри и характерной структурой семян, которые лежат в полости плода сухими. Семена похожи на те, что встречаются у рода растений Austrocylindropuntia (Austrocylindropuntia).

## Таксономия
Cumulopuntia F.Ritter, первое упоминание в Kakteen Südamerika 2: 399 (1980).
По некоторым данным типовым видом является — Cumulopuntia ignescens или Cumulopuntia boliviana subsp. ignescens, которые в настоящее время распространены в качестве синонимов вида Cumulopuntia glomerata (Pfeiff.) Hoxey.

### Синонимы
Гетеротипные (основанные на разных номенклатурных типах):
- Sphaeropuntia Guiggi (2012)

### Виды
Подтвержденные виды по данным сайта Plants of the World Online на 2023 год:
- Cumulopuntia boliviana (Salm-Dyck) F.Ritter
- Cumulopuntia chichensis (Cárdenas) E.F.Anderson
- Cumulopuntia corotilla (K.Schum. ex Vaupel) E.F.Anderson
- Cumulopuntia dimorpha (C.F.Först.) A.Pauca & Quip.
- Cumulopuntia flexibilispina Hoxey & M.Lowry
- Cumulopuntia glomerata (Pfeiff.) Hoxeytypus
- Cumulopuntia ignota (Britton & Rose) F.Ritter ex D.R.Hunt
- Cumulopuntia iturbicola G.J.Charles
- Cumulopuntia leucophaea (Phil.) Hoxey
- Cumulopuntia rossiana (Heinrich & Backeb.) F.Ritter
- Cumulopuntia sphaerica (C.F.Först.) E.F.Anderson
- Cumulopuntia subterranea (R.E.Fr.) F.Ritter
- Cumulopuntia unguispina (Backeb.) F.Ritter ex A.Pauca & Quip.
- Cumulopuntia zehnderi (Rauh & Backeb.) F.Ritter

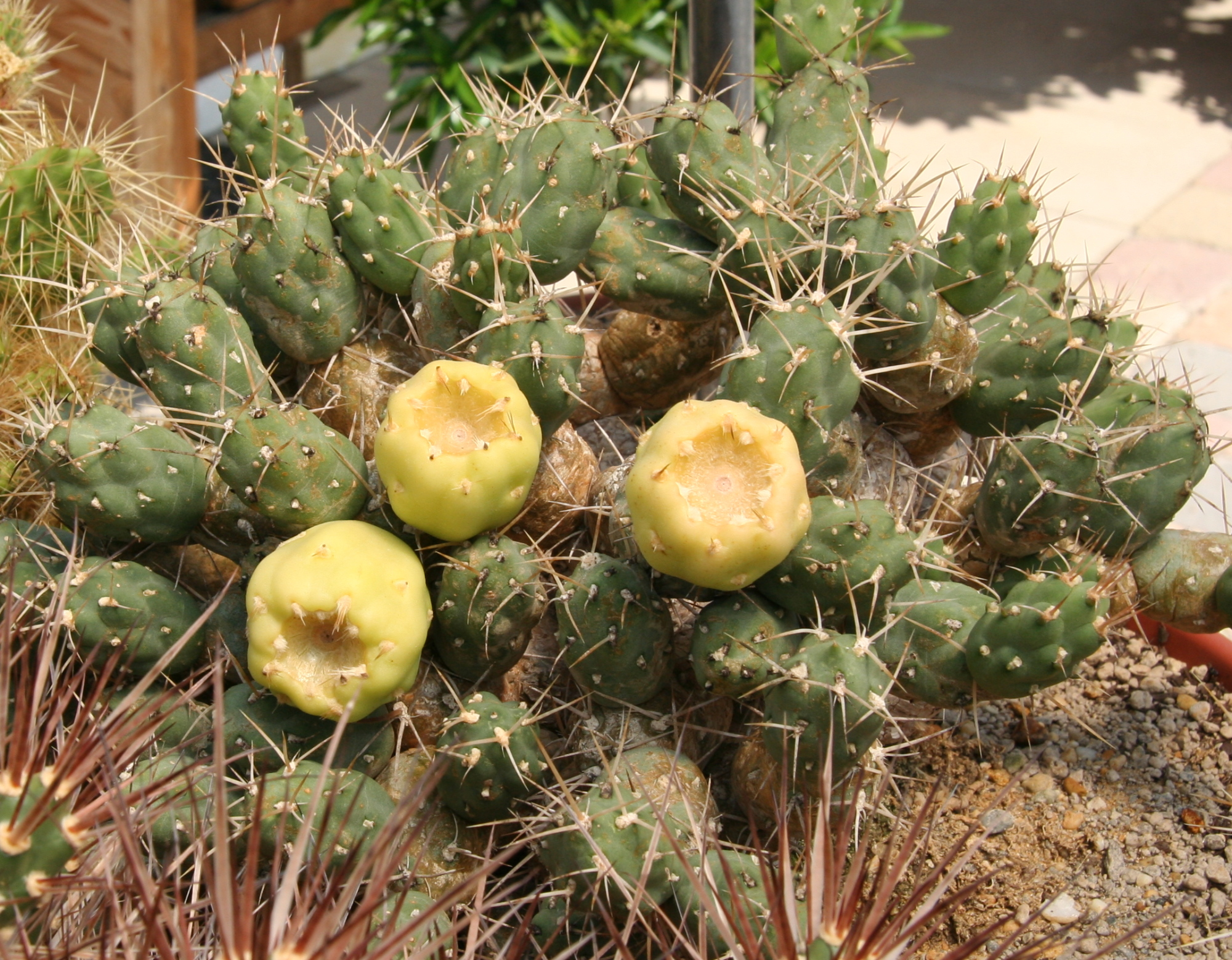
Cumulopuntia boliviana
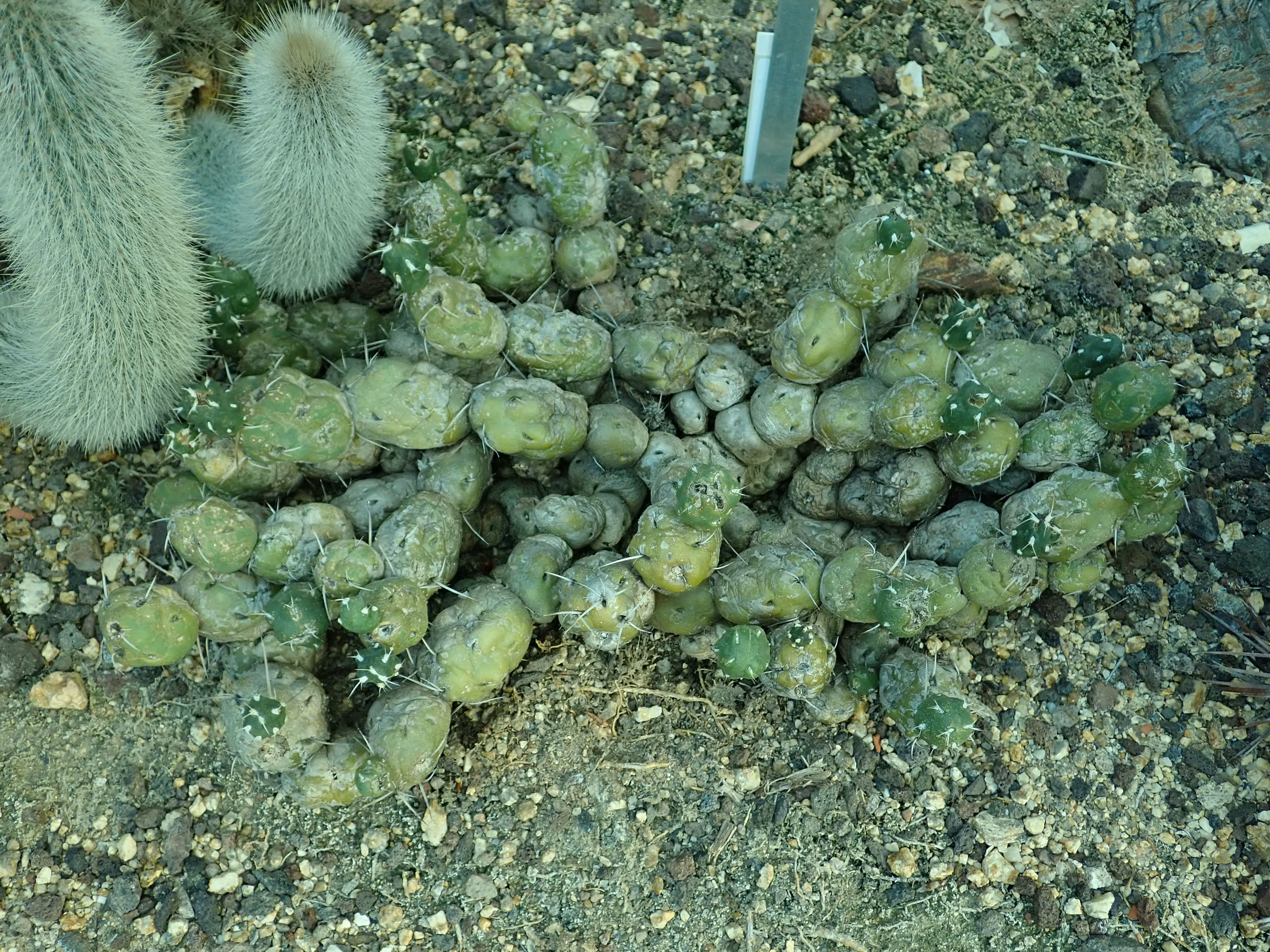
Cumulopuntia chichensis
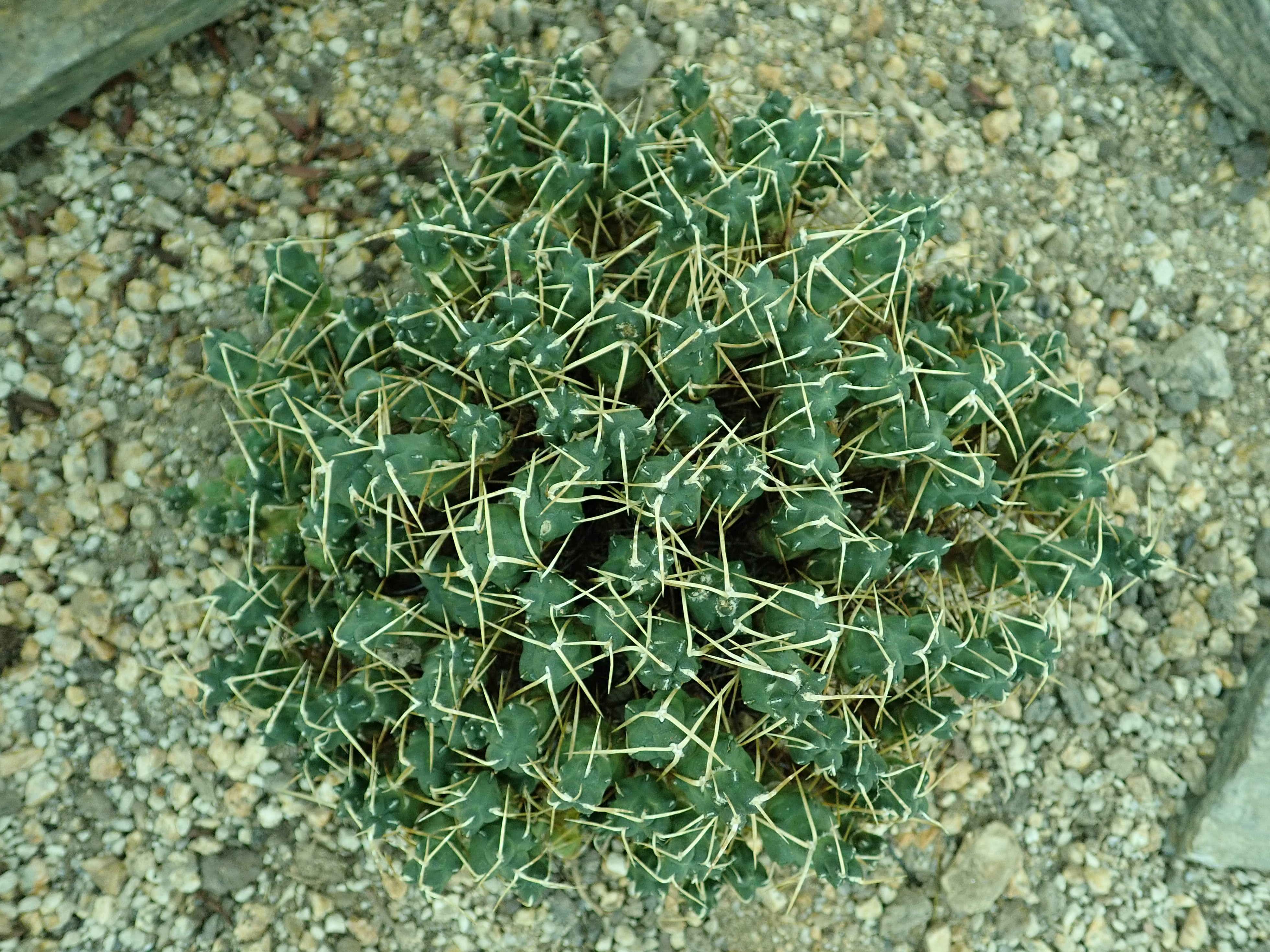
Cumulopuntia rossiana
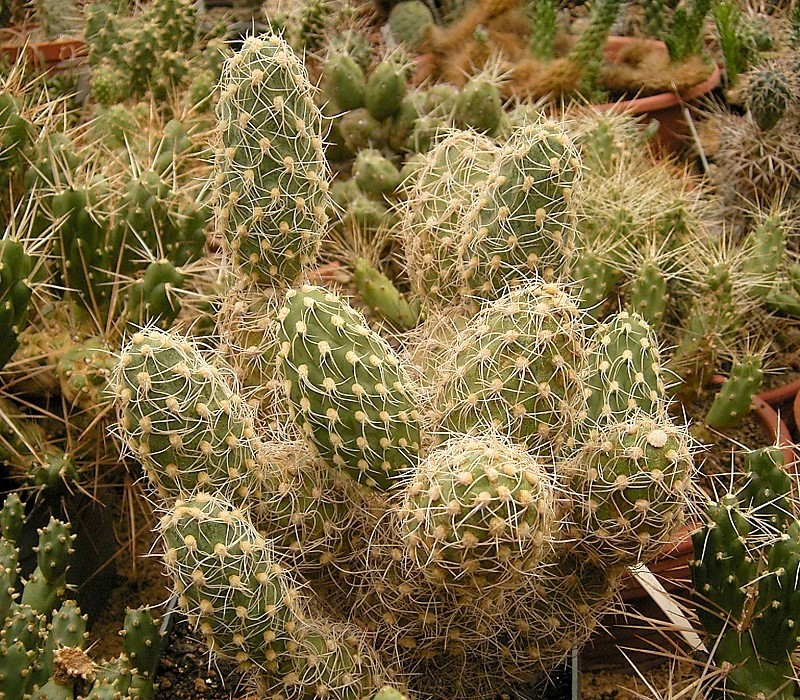
Cumulopuntia sphaerica
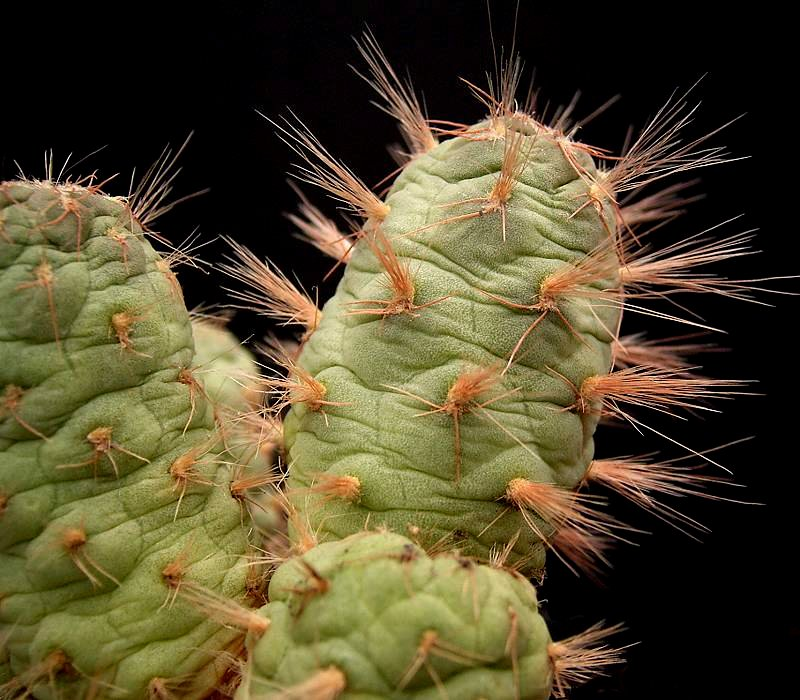
Cumulopuntia subterranea